# Otto Erdmann von Dieskau
Otto Erdmann von Dieskau, zeitgenössisch auch von Dießkau, († 24. November 1716) war ein sachsen-merseburgischer Geheimer Rat und Rittergutsbesitzer.

## Leben
Er stammte aus dem meißnischen Adelsgeschlecht von Dieskau und war der Sohn des sachsen-merseburgischen Hofmarschalls Carl von Dieskau († 1680). Der sachsen-gothaische Oberst Werner von Dieskau bei dem altenburgischen Landregiment († 27. September 1723 in Altenburg), Carl Wilhelm von Dieskau und Augustus von Dieskau auf Molbitz waren seine Brüder.
Otto Erdmann von Dieskau übernahm als ältester Sohn das väterliche Rittergut Kölzen, zu dem auch der Sattelhof Starsiedel gehörte. Beide Güter hatte Carl von Dieskau im Jahre 1669 erworben.
Im Herzogtum Sachsen-Merseburg, in dem Dieskaus Güter lagen, stieg er bis zum Geheimen Rat auf. Als solcher starb er im Jahre 1716. Am 15. Dezember 1716 wurde in der Schloss- und Domkirche zu Merseburg eine Gedächtnispredigt durch das sachsen-merseburgische Regierungskollegium auf Otto Erdmann von Dieskau gehalten, die als Leichenpredigt in Druck erschien.
Er selbst hatte zwei Jahre zuvor, am 20. Juli 1714, die Lob- und Trauerrede auf Herzog Friedrich Erdmann von Sachsen-Merseburg gehalten. Zuvor hatte sich Otto Erdmann von Dieskau bereits an mehreren Leichenpredigten auf andere Personen beteiligt.
Otto Erdmann von Dieskau heiratete Agnesa von Krosigk (* 17. Oktober 1667). Er hinterließ den einzigen Sohn Christian Erdmann von Dieskau, der den väterlichen Besitz erbte.

## Werke
- Portatio Credentium 1. Exoptatissima, 2. Securissima, 3. Constantissima. Das allererfreulichste/ sicherste und beständigste Tragen der gläubigen und außerwehlten Kinder Gottes. Johannes Müller, Halle, Saale: Universitäts- und Landesbibliothek Sachsen-Anhalt, 1666